# Cirrhophanus triangulifer
Cirrhophanus triangulifer (tên tiếng Anh: Goldenrod Stowaway hoặc Tickseed Moth) là một loài bướm đêm thuộc họ Noctuidae. Loài này được tìm thấy ở tiểu bang New York đến Florida, phía tây đến Texas và Oklahoma, phía bắc đến Wisconsin. Tại Canada, loài này chỉ được ghi nhận từ Ontario.
Sải cánh dài 30–44 mm. Con trưởng thành bay từ tháng 8 đến tháng 9.
Bướm trưởng thành có thể có ở hoa của Solidago, Coreopsis, Bidens hoặc hoa màu vàng trong ngày.
Ấu trùng ăn các loài Bidens, bao gồm Bidens bipinnata.